# Xã Lake City, Quận Barber, Kansas
Xã Lake City (tiếng Anh: Lake City Township) là một xã thuộc quận Barber, tiểu bang Kansas, Hoa Kỳ. Năm 2010, dân số của xã này là 62 người.